# Deutsche Sprintmeisterschaften 2008
Die 12. Deutschen Sprintmeisterschaften im Rudern wurden am 11. und 12. Oktober 2008 auf dem Werratalsee in Eschwege ausgetragen. Sie fanden zusammen mit den Deutschen Großbootmeisterschaften statt.
Wie im Vorjahr wurden Medaillen in zehn Bootsklassen vergeben, davon sechs bei den Männern, drei bei den Frauen und eine in der Mixed-Klasse. Die Rennen wurden über eine Distanz von 350 Metern ausgetragen.

## Medaillengewinner

### Männer
| Bootsklasse            | Gold | Silber | Bronze |
| ---------------------- | --- | --- | --- |
| Einer                  | Benjamin Scholz (RC Aschaffenburg von 1898) | Fokke Beckmann (RG Hansa Hamburg) | Jan Jedamski (RV Weser Hameln) |
| Doppelzweier           | Wilhelmshavener RC von 1909 Darg Ingber Florian Maaß | RG Speyer 1883 Peter Faber Christopher Scholze | Flörsheimer RC 08 Martin Kraft Jörg Herzog |
| Zweier ohne Steuermann | RC Hamm von 1890 Jan Müller Falk Müller | Osnabrücker RV Lutz Ackermann Andreas Tönnies | ETuF Essen Michael Reckzeh Markus Reckzeh |
| Doppelvierer           | Frankfurter RG Germania Wolf Bussian Sascha Robertson Simon Eckhardt Michael Wieler                                                                      | Marbacher RV von 1920 Michael Gaus Dominik Blattert Sascha Hermann Dominik Bergold                                                                               | RV Weser Hameln Christoph Mader Lennart Hawranke Jan Jedamski Torben Jedamski                                                                                    |
| Vierer mit Steuermann  | Crefelder RC 1883 Thorsten Hütz Dirk Marterer Lars Henning Jochen Urban Kristin Heume (Stf.)                                                             | RV Weser Hameln Lennart Hawranke Torben Jedamski Jan-Martin Bröer Michael Ruhe Anita Günter (Stf.)                                                               | Osnabrücker RV Andreas Schierke Marco Hehmann Jan Tebrügge Christian Vennemann Peter Puppe (Stm.)                                                                |
| Achter                 | Crefelder RC 1883 Marc Benger Sebastian Fürst Thorben Henning Dirk Marterer Lars Henning Jochen Urban Thorsten Hütz Matthias Simons Kristin Heume (Stf.) | Münsteraner Regattaverein Marc Rossmeier Franz Winulf Baade Chris Seedorf Marcel Bogumil Peter Seedorf Volker Kreie Anders Sass Max Böntgen Ulrich Dreyer (Stm.) | Berliner Ruder-Club Olaf Beckmann Jonas Schützeberg Anton Braun Julian Anders Ahlhoff Markus Kuffner Patrick Scholz Eric Knittel Robert Sens Martin Sauer (Stm.) |

### Frauen
| Bootsklasse  | Gold                                                                       | Silber                                                             | Bronze                                                                               |
| ------------ | -------------------------------------------------------------------------- | ------------------------------------------------------------------ | ------------------------------------------------------------------------------------ |
| Einer        | Silke Günther (RG Wetzlar 1880)                                            | Constanze Höhn (Kölner RV von 1877)                                | Anna Schmidt (RV Waldsee 1900)                                                       |
| Doppelzweier | RG Wetzlar 1880 Stephanie Primus Silke Günther                             | RG Hansa Hamburg Claudia Schad Johanna Rönfeldt                    | RV Esslingen Christine Kalkschmid Sandra Luptowitsch                                 |
| Doppelvierer | RG Wetzlar 1880 Martina Bösch Mareike Adams Stephanie Primus Silke Günther | Duisburger RV Jana Richter Ilka Kuhle Theresa Lomertin Lena Müller | RG Hansa Hamburg Anja Fölsch Katharina von Kodolitsch Claudia Schad Johanna Rönfeldt |

### Mixed
| Bootsklasse  | Gold                                                                          | Silber                                                                          | Bronze                                                                                  |
| ------------ | ----------------------------------------------------------------------------- | ------------------------------------------------------------------------------- | --------------------------------------------------------------------------------------- |
| Doppelvierer | Frankfurter RG Germania Julia Wolff Michael Wieler Simon Eckhardt Kaja Brecht | Osnabrücker RV Katharina Harms Maren Stallkamp Felix Övermann Matthias Bergmann | RV Esslingen Christine Kalkschmid Sandra Luptowitsch Christopher Tucci Jens Maschkiwitz |